# Amapasaurus tetradactylus
Genre
Espèce
Statut de conservation UICN

 DD  : Données insuffisantes
Amapasaurus tetradactylus, unique représentant du genre Amapasaurus, est une espèce de sauriens de la famille des Gymnophthalmidae.

## Répartition
Cette espèce se rencontre  au Brésil en Amapá et en Amazonas, en Guyane et au Suriname.
Sa présence est incertaine au Guyana.

## Description
Cette espèce diurne et ovipare possède des pattes petites voire atrophiées avec quatre doigts.

## Publication originale
- Cunha, 1970 : Lacertílios da Amazônia. IV. Um novo gênero e espécie de lagarto do Território Federal do Amapá (Lacertilia: Teiidae). Boletim do Museu Paraense Emílio Goeldi, nova série Zoologia, vol. 74, p. 1-8.